# Jeanne Bloch
Pour les articles homonymes, voir Bloch.
Jeanne Bloch dite Jane Block ou Block, née le 27 décembre 1858 dans l'ancien 8e arrondissement de Paris et morte le 14 août 1916 dans le 18e arrondissement,, est une chanteuse et actrice française au théâtre et au cinéma. 

## Biographie
Fille d'un opticien de la place des Vosges, Jeanne Bloch monte dès l'âge de 7 ans sur la scène du théâtre Déjazet.
Éloi Ouvrard écrit dans ses mémoires (1929) que Jeanne Bloch, à dix-huit ans, vers 1877, lui donne la réplique au Concert du XIXe siècle, dans « une petite pièce qu'il fallait changer tous les samedis » pour « cinq saisons d'hiver ». Par la suite, au plus tôt début 1879, ils interprètent en duo Ces Veinards de Bidards. Elle fait ses véritables débuts à L'Européen vers 1880.
En 1886, elle est à l'affiche de la Scala. La troupe comprend : Libert, Ouvrard, Marius Richard, Caudieux, Réval ainsi que Mmes Amiati, Duparc et Valti.
Elle reprend en janvier 1893, comme le font de nombreux interprètes (dont Polaire), Ta-ra-ra-Boum-di-hé, succès de la revue éponyme, adapté de l'anglais Ta-ra-ra Boom-de-ay (en).
Engoncée dans un costume militaire, elle interprète les « colonels Ramollot », les « colonels Scrogneugneu » , et des chansons d'Aristide Bruant. Vers 1894-1897 elle est à l'affiche du Parisiana. Elle aussi été à La Cigale. C'est une des vedettes attitrées de la Scala vers 1905 ; elle revient ensuite à l'Européen pour y interpréter des pièces réalistes.
Chanteuse comique, elle s'essaye au genre « gommeuse » en fin de carrière.
Elle incarne également au cinéma le personnage de Tartinette dans six courts-métrages tournés entre janvier et avril 1914.
Morte célibataire à l'âge de 57 ans, elle a été inhumée aux côtés de ses parents au cimetière du Montparnasse (30e division) où sa tombe est toujours visible.
Ses sœurs Fanny Bloch dite Blockette (1863-1956), Sarah Bloch dite Sahari (1864-1938) et Rachel Bloch dite Doralys (1873-1934) furent également chanteuses et actrices. Elle avait aussi un frère chanteur-imitateur connu sous le nom de Stiv-Hall. Tous les cinq ont fait partie, à un moment ou à un autre de leur carrière, de la troupe de la Scala.

## Carrière au théâtre
- 1881 : Cherchez le Kroumir !, revue en deux actes de Victor Meusy[21] et Julien Sermet[22], musique de Jacques Roques, à la Scala (13 décembre)
- 1882 : Les Fiançailles de Malpioncet, folie carnavalesque en un acte de Julien Sermet, musique de Jacques Roques, à la Scala (19 février)
- 1882 : Auteur par amour, opérette d'Albert Cahen, Édouard Norès et Émile Cohl, musique de Charles Thony, à la Scala (9 septembre)
- 1885 : L'Agence est au troisième, comédie de Louis Péricaud et d'Amédée de Jallais, musique de Victor Herpin, à la Scala (avril)
- 1886 : Le Roi Maboul, pièce d' Édouard Hermil[23] et Armand Numès, musique de Victor Herpin, à la Scala (4 novembre) : le capitaine des Gardes féminines
- 1887 : Le Voyage à Cythère, fantaisie mythologique d'Édouard Hermil et Armand Numès, à la Scala (25 février) : Héloïse
- 1887 : Frantrognon, fantaisie en un acte d'Ernest Lévy et Julien Sermet, musique de Victor Herpin, à la Scala (30 mars)
- 1887 : La Queue du lapin, ou la Pension de jeunes filles, fantaisie en un acte d'Ernest Lévy et Julien Sermet, à la Scala (31 octobre) : la femme du savant fou
- 1889 : La Reine de Mysotutu, opérette en un acte d'Octave Pradels et Celmar[24], musique d'Alfred Patusset[25], à la Scala (17 janvier)
- 1892 : Un mariage à bout portant, vaudeville-opérette de Paul Bilhaud et Félix Rémy, musique d'Henri Cieutat[26], à la Scala (16 février)
- 1892 : Cambriolons, revue de l'année 1892 de Battaille-Henri et Julien Sermet, à la Scala (23 décembre)[27]
- 1893 : Carnaval conjugal, folie carnavalesque de Benjamin Lebreton[28] et Henry Moreau[29], musique d'Albert Petit[30], à la Scala (16 février)
- 1893 : Lysistata[31], revue en deux actes et cinq tableaux de Battaille-Henri[32] et Julien Sermet, musique d'Alfred Patusset, à la Scala (8 avril) puis au Ba-Ta-Clan (5 mai) : Lysistata
- 1894 : La Tante Lochard, comédie-vaudeville en un acte de Gardel-Hervé[33], à la Scala (10 mars) : la tante Lochard
- 1895 : La Vraie Ghismonda, « opérette hystérique » de Battaille-Henri et Saint-Maurice, à la Scala (7 février)[34] : Ghismonda
- 1895 : Tananarive, ça y est !, revue en deux actes et quatre tableaux de Paul Burani, Arrachart et Gardel-Hervé, musique de Laurent Halet, au Parisiana (7 décembre) : Coquelin / Du Guesclin
- 1896 : La Macaroni, vaudeville en deux actes, mêlé de chant, d'Ernest Grenet-Dancourt et Octave Pradels, au Parisiana (4 avril) : Macaroni
- 1896 : Napoléon malgré lui, opérette-bouffe à grand spectacle de Victor de Cottens[35] et Paul Gavault, à la Cigale (4 avril)
- 1896 : Paris-Voyant, revue d'été de Paul Burani et Gardel-Hervé, au Concert de l'Horloge (11 juillet) : Régiane
- 1896 : La Revue rosse, revue d'Arthur Verneuil, Maxime Guy et Émile Herbel[36], musique de Laurent Halet[37], au Parisiana (10 septembre)[38]
- 1898 : Le Mauvais Rêve, pantomime japonaise en quatre tableaux de Félix Régamey, à la Cigale
- 1898 : Allo ! ... Allo ! ... 407-60 ?, revue en deux actes et cinq tableaux de Léon Nunès[39] et Henri Fursy, à la Cigale (29 janvier)
- 1898 : Pour qui votait-on ?, revue en deux actes et six tableaux d'Henri Fursy, à La Cigale, (14 juillet)[40]
- 1899 : Ohé Vénus !, pièce-féérie en deux actes et neuf tableaux de P.-L. Flers, à la Cigale
- 1900 : Les Petits Croisés, opérette à grand spectacle en deux actes et sept tableaux, de Paul Gavault et P.-L. Flers, à la Cigale (24 janvier)
- 1900 : Voilà pour Longchamp !, fantaisie sportive en deux actes et quatre tableaux de Miguel Zamacoïs et Alexandre Petit-Mangin, musique de François Perpignan[41], à la Cigale (27 mai)
- 1900 : T'y viens-t'y ?[42], revue en deux actes et quatre tableaux de Miguel Zamacoïs et Alexandre Petit-Mangin, à la Cigale (8 novembre)
- 1901 : Voyons voir !, revue-féérie à grand spectacle en deux actes et quatre tableaux de Miguel Zamacoïs et Alexandre Petit-Mangin, musique de Paul Monteux-Brisac[43], à la Cigale (16 mars) : Mme Popotte / le petit chaperon rouge / Lidia
- 1901 : Les Marraines du siècle, féérie à grand spectacle en deux actes et huit tableaux de Maurice Froyez et Henry de Gorsse, à la Cigale (9 juin)[44] : la fée Casse-Noisette
- 1902 : Froufrous et culottes rouges !, fantaisie-vaudeville en deux actes et cinq tableaux de Charles Clairville et Harry Blount, musique de Paul Monteux-Brisac, à la Cigale (2 août)
- 1903 : La Plus Jolie Fille de Paris, fantaisie à grand spectacle en deux actes et sept tableaux d'Henry de Gorsse, musique de Paul Monteux-Brisac, à la Cigale (27 juin)
- 1903 : Qu'est-ce qu'on risque ?, revue à grand spectacle en deux actes et dix tableaux de Charles Clairville et Adrien Vély, à la Cigale (4 décembre)
- 1904 : Y a du linge !, revue-féérie en deux actes et dix tableaux de Charles Clairville et Adrien Vély[45], à la Cigale (16 octobre)
- 1905 : Ça vous la coupe !, revue en deux actes de Maurice de Marsan, Léon Nunès et Fabrice Lémon[46], à l'Européen (14 décembre)
- 1906 : Cherchez la femme, revue en neuf tableaux de Marc Bonis-Charancle, à l'Européen (25 août)
- 1906 : Pif ! Paf ! Pouf ! ou le Voyage endiablé, féérie en trois actes et trente-huit tableaux de Victor de Cottens et Victor Darlay, musique de Marius Baggers[47], au théâtre du Châtelet (6 décembre)[48]
- 1906 : Le Potache, pantomime de Paul Franck, musique d'Édouard Mathé], au Cercle militaire de Paris (13 novembre)
- 1907 : Les Pâmoisons, folie-vaudeville en deux actes et quatre tableaux d'Alin Monjardin[49], à l'Européen
- 1907 : Miss Pantouflette, fantaisie humoristique en deux actes et six tableaux de Paul Briollet et Léo Lelièvre, à l'Européen (30 mars)
- 1907 : Mets-z'y-en !, revue en un acte et neuf tableaux de Jacques Rudd, Charles Martel[50] et Robert Valdor[51], à l'Européen (25 octobre)[52]
- 1908 : Cric-Krack !, revue en onze tableaux des frères Nunès, musique de Paul Monteux-Brisac, à l'Européen (8 janvier)
- 1908 : En Sca...là, j'marche, revue en un acte de Wilned[53], Paul Génémas et Fernand Rouvray[54], à la Scala (29 mai)
- 1909 : Cocorico, revue chanteclairesque en neuf tableaux de Georges Grison, Étienne Seurette et H.-J. Magog[55], à l'Européen
- 1909 : Une femme de feu, vaudeville en trois actes de Jean Séry (Henriette Dangeville) et Henri Mathonnet de Saint-Georges[56], au théâtre des Folies-Dramatiques (19 mai)[57]
- 1910 : Pan ! Pan !, revue à grand spectacle en vingt-trois tableaux de Battaille-Henri et Lucien Boyer, musique de Charles Bourgeois, à l'Européen
- 1911 : Le Coup de piston, vaudeville en trois actes de Gaston de Pollux[58], aux Folies-Dramatiques (8 avril) : Mme Batignolles
- 1911 : Cousin-Cousine, opérette en trois actes, livret de Maurice Ordonneau et Henri Kéroul, musique de Gaston Serpette, au théâtre du Château-d'Eau (1er décembre)[59]
- 1912 : La Joconde en balade, revue de Gabriel Timmory et Maurice de Marsan, musique de Paul Marcus, au théâtre du Château-d'Eau (3 mai) puis en tournée
- 1912 : Un voyage de noces, vaudeville en trois actes de Jean Casan[60], au théâtre du Château-d'Eau (3 mai) puis en tournée.
- 1913 : Les Vices de Paris, étude de mœurs en quatre actes d'André Mauprey, d'après un scénario de Jean Lhéry, au théâtre des Folies-Dramatiques (16 juillet)[61] : Miss Panflutt
- 1913 : Les Passionnés, pièce réaliste en quatre actes de Jean Lhéry, au théâtre des Folies-Dramatiques (5 décembre)[62]
- 1914 : La Revue réaliste, revue en cinq actes et vingt-deux chapitres de Jean Lhéry, au théâtre des Folies-Dramatiques (29 mars)[63]

## Carrière au cinéma
- 1913 : Le Masque fatal (réalisateur anonyme), drame en trois parties
- 1914 : Tartinette sur le trône (réalisateur anonyme) : Tartinette
- 1914 : Badigeon demande la main de Tartinette (réalisateur anonyme) : Tartinette
- 1914 : Tartinette rêve aux exploits de Badigeon (réalisateur anonyme) : Tartinette
- 1914 : Le Ménage Badigeon-Tartinette (réalisateur anonyme) : Tartinette
- 1914 : Badigeon veut divorcer / Tartinette veut divorcer (réalisateur anonyme) : Tartinette
- 1914 : La Dernière idylle de Tartinette (réalisateur anonyme) : Tartinette
- 1916 : Je marie mon oncle ! (réalisateur anonyme)[64] d'après le roman de Maurice Le Beaumont (1904)

## Sources
- Alfred Delilia : article Spectacles & concerts in Le Figaro du 24 juillet 1903, p. 6[65]
- Martin Pénet (réunies par) et Claire Gausse (coll.), Mémoire de la chanson : 1100 chansons du Moyen-Age à 1919, Paris, Omnibus, 1998 (réimpr. 2eéd. 2001) (ISBN 2-258-05062-6)
- Éloi Ouvrard , Elle est Toute Nue! La Vérité sur la vie des coulisses, Paris, Seuil, 1929 .
- Jacques-Charles, Le Caf'Conc', Paris, Flammarion, 1966 .
- Romi, Gros succès et petits fours, Paris, Serg, 1967 .
- Chantal Brunschwig, Louis-Jean Calvet  et Jean-Claude Klein, 100 ans de Chanson française, Paris, Seuil, 1972, 520 p. (ISBN 978-2-84187-856-7) .
- François Caradec  et Alain Weill, Le café-concert : 1848-1914, Paris, Fayard, 2007, 412 p. (ISBN 978-2-213-63124-0) .
- Serge Dillaz , La Chanson sous la IIIe République (1870-1940), Paris, Tallandier, 1991, 314 p. (ISBN 2-235-02055-0 et 978-2-235-02055-8) .